# مزه شیرین

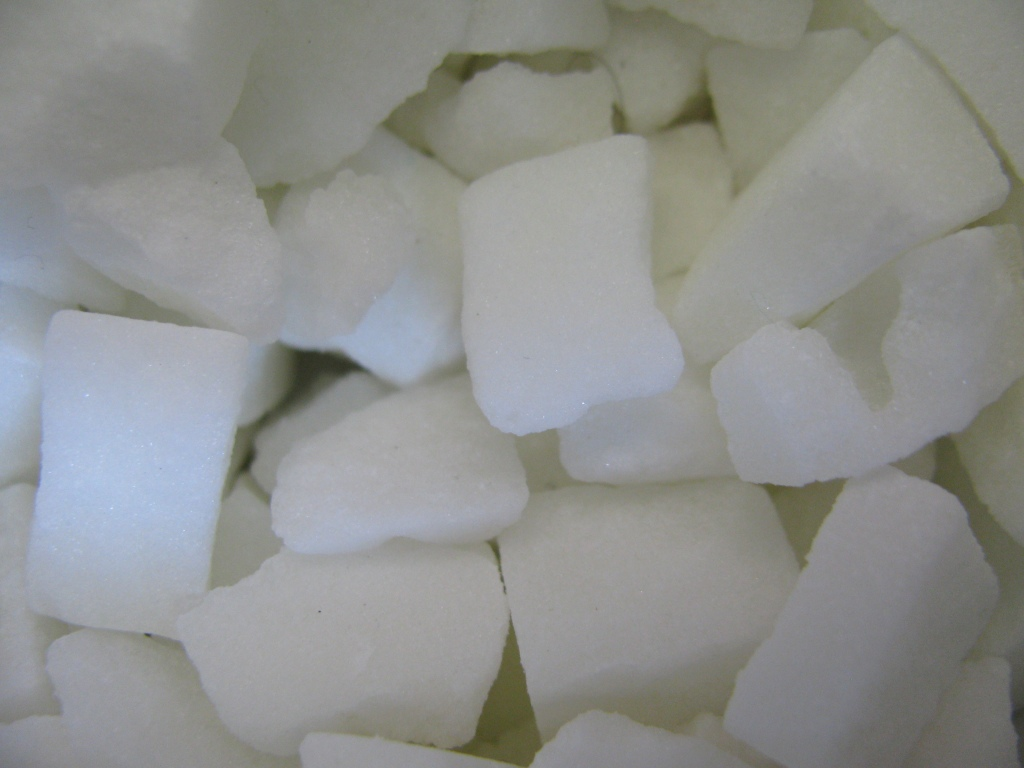
قند ماده‌ای است که مزه‌ای که یک دستگاه چشایی عادی از آن درک می‌کند، شیرین است.

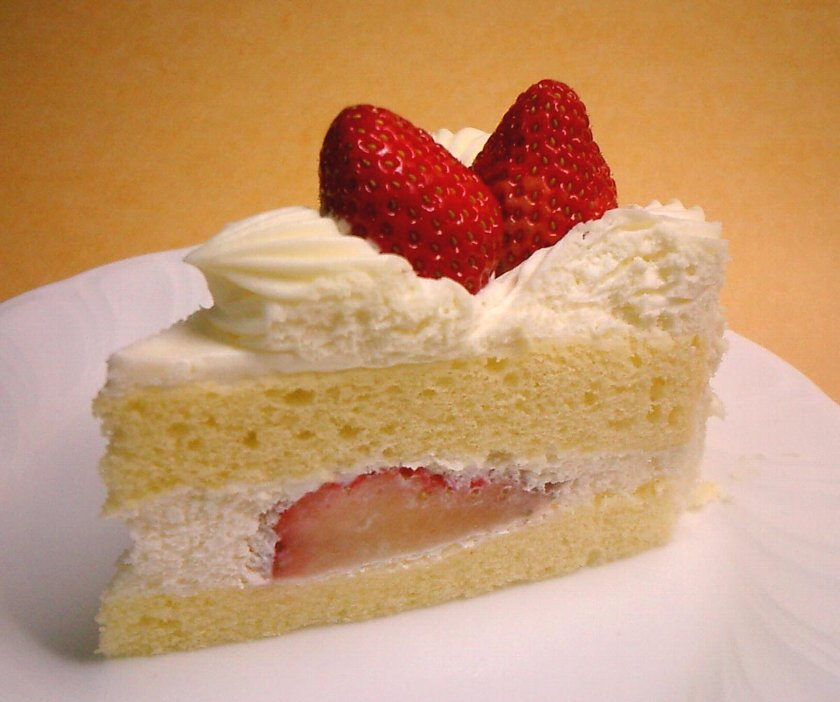
خوردنی‌های شیرین، مثل این شرت‌کیک توت فرنگی را معمولاً برای دسر می‌خورند.

شیرین بودن یکی از مزه‌های پنج‌گانه است که اغلب در دنیا تجربه‌ای لذت‌بخش قلمداد می‌شود. این مزه را بیش از هر چیز با غذاهایی که شامل مقدار زیادی کربوهیدرات ساده مثل شکر هستند، همبسته می‌دانند.
اکثر نوزادان از هنگام تولد مزه شیرینی را ترجیح می‌دهند؛ شاید به این علت که مزه شیر کمی شیرین است و او باید آن را دوست داشته باشد.

## مزه شیرین در دهان ناشی از مشکلات نورولوژی
صدمه به عصب موجب حس پیوسته مزه شیرین در دهان می‌شود. افرادی که دچار تشنج یا سکته مغزی می‌شوند، ممکن است اختلال حسی‌شان برروی حس‌های دیگر از جمله چشایی و بویایی اثر بگذارد. پیامد این صدمه پیچیده است و ممکن است در هر مورد متفاوت باشد. در بسیاری از موارد ممکن است افراد در دهان مزه شیرینی احساس کنند.

## منابع

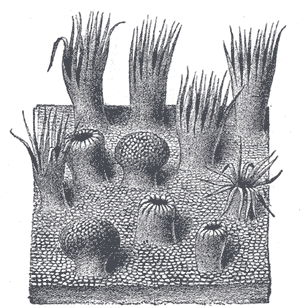
پرزهای چشایی شیرینی را درک می‌کنند.